# SunAmerica Center
SunAmerica Center je mrakodrap v Century City v kalifornském městě Los Angeles. Má 39 pater a výšku 162 metrů, to z něj dělá 19. nejvyšší budovu ve městě. Výstavba probíhala v letech 1989–1990 podle návrhu firmy Johnson Fain and Pereire Associates. Budova disponuje podlahovou plochou o rozloze 72 470 m2, z toho drtivou většinu zabírají kancelářské prostory, které obsluhuje 20 výtahů.